# Warren Buffett
Warren Edward Buffett, född 30 augusti 1930 i Omaha, Nebraska, är en amerikansk investerare och affärsman. Han är av många ansedd som den bästa investeraren någonsin. 
Han har byggt upp en förmögenhet på omkring 100,3 miljarder dollar (11 mars 2021) främst via Berkshire Hathaway, som han äger 32,4 procent av. Tidskriften Forbes rankade Buffett som den rikaste personen i världen 2008.
Trots sin enorma förmögenhet lever Buffett ett relativt sparsamt liv och är inte känd för att slösa pengar. Han bor till exempel kvar i sin medelklassvilla som han köpte 1957 i en förort till hemstaden Omaha.

## Privatliv
Warren Buffett är son till Leila (född Stahl) och Howard Buffett. Han hade en tuff skolgång, där han fick dåliga betyg och hamnade i dåligt sällskap. Buffett flyttade till Washington, D.C. när han var 12 år. Under sin uppväxt rymde han hemifrån och snattade golfprylar, som hans pappa senare hittade och skällde ut honom för, vilket ledde till att hans livsstil förändrades. Buffett sökte till Harvard men kom inte in. Då upptäckte han att hans stora idol Benjamin Graham undervisade på Columbia, och Buffett sökte in där istället. Han gifte sig 1952 med Susan Buffett (född Thompson), med vilken han även fick tre barn. Paret separerade 1977, men de förblev gifta fram till Susan Buffetts bortgång 2004. Sedan 2006 är Buffett gift med Astrid Menks.
En genanalys som han genomförde 2007 visade att Warren är av nordskandinaviskt och antingen estniskt eller iberiskt ursprung.
I april 2012 framkom att Buffett drabbats av prostatacancer, som han senare behandlats framgångsrikt för.

## Investeringar
Redan i högstadiet började han göra affärer. Exempelvis köpte han en gård i Nebraska för 8 800 kr i nutida penningvärde.  Vinsten han gjorde använde han till att anställa en person som kunde driva gården.
Buffetts egen investeringsstil har blivit en förebild för många tack vare sin framgång. Stilen kännetecknas av värdeinvesteringar: aktier och bolag köps i första hand för sitt kassaflöde och inte för att säljas med snabb vinst vid en kursuppgång i aktien; stilen är på många sätt motsatsen till daytrading. Många av Berkshire Hathaways företag behålls i decennier om de alls säljs. All utdelning och vinst som uppstår i bolaget återinvesteras i bolagets verksamhet och inga utdelningar sker.
Investeringar görs i första hand i stabila verksamheter där ledningen och företaget visat sig kapabla till långsiktig och uthållig vinst och bra utdelningar till ägarna. Buffett framhåller dessutom att han enbart investerar i företag som han förstår vilket bland annat leder till att IT-bolag lyser med sin frånvaro i Berkshire Hathaways portfölj. Hans tankar om investeringar, och mycket annat, finns att läsa i de årliga brev till aktieägarna som finns på Berkshires hemsida.
Warren Buffetts sämsta affär var då han i början av 80-talet investerade pengar i US Air som sedan föll kraftigt och han förlorade ett antal hundra miljoner kronor.
Åtminstone sedan 1986 har Buffett framhållit fördelen av att företag förser sig med en "ekonomisk vallgrav" (engelska: economic moat), för att hålla konkurrenter ute från det egna affärsområdet. Sådana vallgravar kan utgöras av patent och varumärken, som företaget har ensamrätt till, eller skalfördelar genom sin storlek.

## Välgörenhet
Det har länge varit känt att stora delar av Buffetts förmögenhet ska doneras till välgörenhet efter hans död. År 2006 meddelade Buffett att han ska ge bort 85 procent av sin förmögenhet till fem olika välgörenhetsorganisationer, varav den i särklass största delen ska gå till Bill & Melinda Gates Foundation. Donationen består av aktier i Berkshire Hathaway och överföringen kommer att ske gradvis under flera års tid. Buffetts donation är den största välgörenhetsdonationen i historien.